# Еркењ
Еркењ (мађ. Örkény) је насеље у централној Мађарској. Еркењ је веће насеље у оквиру пештанске жупаније.

## Географија

### Локација
Еркењ се налази у јужном делу пештанске жупаније, у округу Дабаш. Удаљен је 53 километра од центра Будимпеште и 36 километара од Кечкемета. Читаво његово подручје простире се на пешчаном гребену Кишкуншаг и тиме холоценски речни песак чини тло насеља.

## Историја
Сачувало се само неколико трагова историје насеља пре турског периода. Врло је вероватно да је у време Арпада био једно од стражарских места на државном путу између Будима и Сегедина. Први конкретан помен потиче из 1424. године, када је краљ Жигмунд поклонио Евркин (Ewrkin) својој жени Борбали. Године 1490. краљ Уласло га је поклонио породици Харасти, а после неколико промена власништва дошао је у посед породице Ференци. Насеље је вероватно уништено почетком турске окупације, његови становници су потражили уточиште у градовима Кечкемет и Нађкереш. Турска управа је 1562. године помињала Еркењ као пустош погодну за стицање прихода. Током 1600-их, Кечкеме је изнајмио своју територију за потребе испаше. Након протеривања отоманских освајача, насеље је опустело, али су након Ракоцијевог рата за независност почели да се инфилтрирају први становници.
Еркењ је био тешко погођен Првим светским ратом због високог удела радне снаге неопходног у пољопривредним пословима, а многи људи су погинули на фронтовима. Године 1921. на Главној улуци је изграђена модерна школа, у којој је 1926. године почела пољопривредна обука. Величина велепоседа опадала је врло споро, покривала је око 50% пољопривредног земљишта пре Другог светског рата. Село је претрпело још један значајан губитак становништва током Другог светског рата. У новембру 1944. године, немачка војска је поставила тешку артиљерију између кућа у селу да заустави напредовање Совјета. У бици која се одиграла 1. и 2. новембра, Црвена армија је преузела контролу над насељем и потом насеље користила као базу за опсаду Будимпеште. До краја опсаде града у Еркењу су радиле војне болнице, домови за опоравак и одржавање. Фебруара 1945. основан је сеоски комитет за расподелу земљишта, а стара велика имања подељена су на 400 потражилаца.

## Становништво
Током пописа из 2011. године, 88% становника се изјаснило као Мађари, 20,2% као Роми, а 0,5% као Румуни (11,8% се није изјаснило). 
Верска дистрибуција је била следећа: римокатолици 41%, реформисани 6,1%, лутерани 0,4%, гркокатолици 0,3%, неденоминациони 32,3% (17,8% се није изјаснило).